# Sergio Ortese
Sergio Ortese (Lecce, 1971 – 2019) è stato uno storico dell'arte italiano specializzato nello studio della pittura tardogotica e medievale nel Salento.

## Biografia

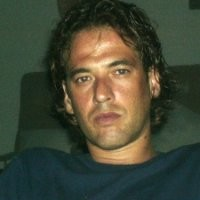
Sergio Ortese (2008)

Ortese si è laureato con lode in Conservazione dei Beni Culturali presso l’Università del Salento nel 2000. Dal 2001 al 2003 ha svolto un assegno di ricerca sulla committenza artistica tra Tre e Quattrocento. Successivamente ha conseguito il dottorato di ricerca in Storia dell’Arte dell’Italia Meridionale, con particolare attenzione ai periodi medievale e moderno. Per oltre dieci anni ha collaborato come consulente scientifico con il Museo provinciale Sigismondo Castromediano di Lecce. Ha inoltre insegnato in università, accademie e scuole e collaborato con enti come l’ISUFI (Università del Salento) e il Politecnico di Bari.

## Attività e contributi
Ortese è stato fondatore e direttore della collana editoriale De là da mar. Scritti di Storia dell’Arte, pubblicata da Lupo Editore tra il 2009 e il 2014 circa.
Il suo lavoro si è contraddistinto per una forte attenzione civica e culturale, mirata alla tutela e valorizzazione del patrimonio artistico del Salento, spesso trascurato dagli studi nazionali.
La sua monografia più importante è Pittura tardogotica nel Salento (2014), che raccoglie ricerche su oltre trenta edifici decorati tra Tre e Quattrocento, documentando almeno sette cicli pittorici completi. Il volume ha riaperto un filone di studi rimasto a lungo in ombra dopo il saggio di Maria Stella Calò Mariani del 1979, contribuendo a restituire visibilità a una stagione artistica autonoma del Mezzogiorno.

## Pubblicazioni principali
- Sergio Ortese, Nociglia. Chiesa di Santa Maria de Itri. Un palinstesto pittorico, Lupo Editore, Lecce, 2015
- Sergio Ortese, Ortelle, Cripta di Santa Maria della Grotta. Storia e restauri. Lupo Editore,Lecce, 2008
- Sergio Ortese, De Memoriae Fragmentis. La cappella della Maddalena nel castello di Copertino. Lupo Editore, Lecce, 2010
- Sergio Ortese, Pittura tardogotica nel Salento. Congedo Editore, Lecce, 2014
- Sergio Ortese, Botrugno. Chiesa dell’Assunta. Congedo Editore, Lecce, 2016.
- Marina Castelfranchi Falla, Sergio Ortese, Muro Leccese. Chiesa di Santa Maria. Il più antico ciclo nicolaiano del mondo bizantino. Congedo Editore, Lecce, 2018
- Sergio Ortese, Silvia Scoditti, Cerfignano. Chiesa di Santa Loja. Frammenti di un ciclo pittorico misconosciuto, Congedo Editore, Lecce, 2023

## Eredità culturale
Sergio Ortese ha lasciato un segno importante negli studi di storia dell’arte pugliese e meridionale, offrendo nuove chiavi di lettura sulla produzione artistica tardogotica del Salento e promuovendo un approccio multidisciplinare che intreccia storia, committenza e tutela del patrimonio.